# Слесарчик Юлія Сергіївна
Юлія Сергіївна Слесарчик (нар. 25 серпня 1994, Заславль, Мінський район, Мінська область, Білорусь) — білоруська футболістка, захисниця російського клубу «Зеніт» та збірної Білорусі.

## Життєпис
Розпочинала займатися футболом у рідному місті в команді хлопчиків. У 12-річному віці побувала на перегляді в жіночій команді «Надія» (Могильов), але в підсумку вирішила займатися в ближчому Мінську, в Республіканському центрі Олімпійської підготовки з футболу Білоруського державного університету у тренера Марини Олександрівни Лис.
На дорослому рівні перший сезон провела у 2010 році у вищій лізі в клубі «Молодечно», потім почала регулярно грати за мінський клуб «Зорка-БДУ», за п'ять сезонів провела понад 100 матчів. Чемпіонка Білорусі 2011, 2014, 2015, срібний призер 2012 і 2013 років, володарка (2012) і фіналістка (2011, 2014, 2015) Кубку країни, володарка Суперкубку Білорусі (2013). У 2016 році перейшла в «Мінськ», де провела три сезони, в кожному з яких ставала переможницею чемпіонату і Кубку країни, завоювала два Суперкубки (2016, 2018). Регулярно брала участь в матчах єврокубків. Сезон 2019 роки провела в клубі «Іслоч-РДУОР» (четверте місце у вищій лізі), в наступному сезоні виступала за новостворене мінське «Динамо», з яким стала чемпіонкою Білорусі, була капітаном команди.
У 2021 році разом з ще однією білоруською спортсменкою, Анастасією Шуппо, перейшла в російський клуб «Зеніт» (Санкт-Петербург). Дебютувала 14 березня 2021 року в матчі проти клубу «Рязань-ВДВ», відігравши всі 90 хвилин.
Виступала за юніорську та молодіжну збірні Білорусі. З 2013 року регулярно грає за національну збірну, дебютувала в матчі проти Англії. Провела близько 30 матчів у відбіркових турнірах чемпіонатів світу та Європи.
Закінчила БДПУ імені Максима Танка за фахом оздоровча фізична культура.

## Досягнення
«Зорка-БДУ»
- Чемпіонат Білорусі
  -  Срібний призер (2): 2014, 2015

- Кубок Білорусі
  -  Володар (1): 2012
  -  Фіналіст (2): 2014, 2015

- Суперкубок Білорусі
  -  Володар (1): 2013
  -  Фіналіст (1): 2015